# Annie Lennox
Annie Lennox OBE (Aberdeen, 25 de desembre de 1954) és una artista musical, activista política i filantropa escocesa. Després d'aconseguir un èxit discret a finals de la dècada de 1970 dins el grup de new wave The Tourists, va formar el duet Eurythmics amb el seu company de grup Dave Stewart aconseguint un reconeixement mundial durant la dècada de 1980. Després de la seva aparició al vídeo musical de la cançó “Sweet Dreams (Are Made of This)” de 1983 amb el cabell molt curt tenyit de color taronja i amb vestit d'home, la BBC va publicar: "tots els ulls estaven clavats en Annie Lennox, la cantant que amb la seva potent imatge andrògina desafiava la mirada masculina". Va tenir d'altres èxits amb Eurythmics com "There Must Be an Angel (Playing with My Heart)" i "Here Comes the Rain Again".
Lennox va iniciar una carrera en solitari l'any 1992 amb el seu àlbum de debut, Diva, d'on van sortir uns quants singles d'èxit com "Why" i "Walking on Broken Glass". El mateix any, va interpretar "Love Song for a Vampire" per a la pel·lícula Dràcula de Bram Stoker. El seu disc d'estudi de 1995, Medusa, conté "No More I Love You's" i una versió d'"A Whiter Shade of Pale". Fins ara, porta publicats sis àlbums d'estudi en solitari i una recopilació, The Annie Lennox Collection (2009). Ha guanyat vuit Brit Awards, i té el rècord per al de "Millor artista femenina en solitari" amb sis vegades. També té quatre premis Grammy i un MTV Video Music Award. El 2002, Lennox va rebre un premi Billboard Century, que és el major honor atorgat per la revista Billboard. El 2004, va aconseguir el Globus d'Or i l'Oscar a la millor cançó original pel tema "Into the West", escrit per a la banda sonora de la pel·lícula El Senyor dels Anells: El retorn del rei.

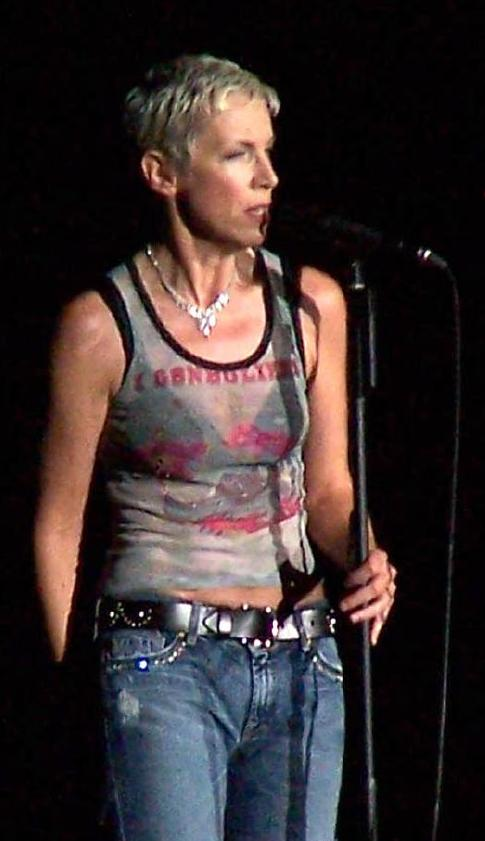
Annie Lennox

La tessitura de Lennox és de contralt. La cadena VH1 l'ha nomenada "La cantant de soul blanca viva més gran" i per a Rolling Stone és entre els 100 cantants més grans de tots els temps. El 2012, va quedar en la posició 22 a la llista que va fer VH1 de les 100 dones més importants en música. Se la considera "l'artista femenina britànica amb més èxit de la història de la música del Regne Unit". El juny de 2008, comptant la seva feina amb Eurythmics, Lennox havia venut més de 80 milions de discos a tot el món. Va actuar a la cerimònia de clausura dels Jocs Olímpics d'Estiu de 2012 interpretant Little Bird com a part de la mostra de la música britànica. A l'edició de 2015 dels premis Ivor Novello, Lennox fou nomenada fellow de l'Acadèmia Britànica de Compositors i Autors, la primera dona que rebia aquest honor.
A més de la seva carrera musical, Lennox també és activista política i social, i ha destacat recollint fons i conscienciant sobre els efectes del virus del VIH/sida sobre les dones i els nens de l'Àfrica. El 2011, Lennox va ser nomenada OBE per la reina Elisabet II per les seves "campanyes caritatives sense descans i pel lideratge de causes humanitàries".

## Actuacions
Annie Lennox no ha actuat mai en solitari als Països Catalans, però el 30 de setembre de 1989 hi va actuar a Barcelona com a component d'Eurythmics.

## Discografia
- Diva (1992)
- Medusa (1995)
- Bare (2003)
- Songs of Mass Destruction (2007)
- The Annie Lennox Collection (2009)
- A Christmas Cornucopia (2010)
- Nostalgia (2014)